# Jaszai Patera
La Jaszai Patera è una struttura geologica della superficie di Venere.